# Bob Daisley
Bob Daisley, född 13 februari 1950 i Australien, är en australisk musiker.

## Diskografi

### Med Rainbow
- 1977 – Long Live Rock 'n' Roll

### Med Ozzy Osbourne
- 1980 – Blizzard Of Ozz
- 1981 – Dairy Of a Madman
- 1983 – Bark at the Moon
- 1986 – The Ultimate Sin
- 1988 – No Rest for the Wicked
- 1991 – No More Tears